# Energia a Cap Verd
L'energia a Cap Verd és una indústria d'electricitat sense gaire capacitat de creixement que no sigui la indústria elèctrica termal causa de la petita àrea del país.

## Electricitat
Al 2001, les illes van produir i consumir 0,04 bilions de kWh d'electricitat, totalment de fonts tèrmiques. La potència instal·lada va ser al voltant 7 MW l'1 de gener de 2001. Electra, l'empresa d'electricitat pública, manté les centrals tèrmiques de Praia, Mindelo, i Sal; els consells locals operen 12 centrals d'energia rurals. Deu generadors de vent de 30 kW cadascun estaven en funcionament a Mindelo el 1991.

## Petroli i gas
Com que Cap Verd no té reserves de cru o de capacitat de refinació de petroli, l'1 de gener de 2003, el país ha d'importar tots els seus productes de petroli. Al 2002, les importacions i el consum de petroli van totalitzar 8.870 barrils per dia. El país no té una producció coneguda o consum de gas natural, a partir de 2001, i l'1 de gener de 2003, no es coneixen reserves de gas natural.